# Arthrotus purpureus
Arthrotus purpureus es un coleóptero de la familia Chrysomelidae. Fue descrita científicamente por primera vez en 1963 por Gressitt & Kimoto.